# Lou Rawls

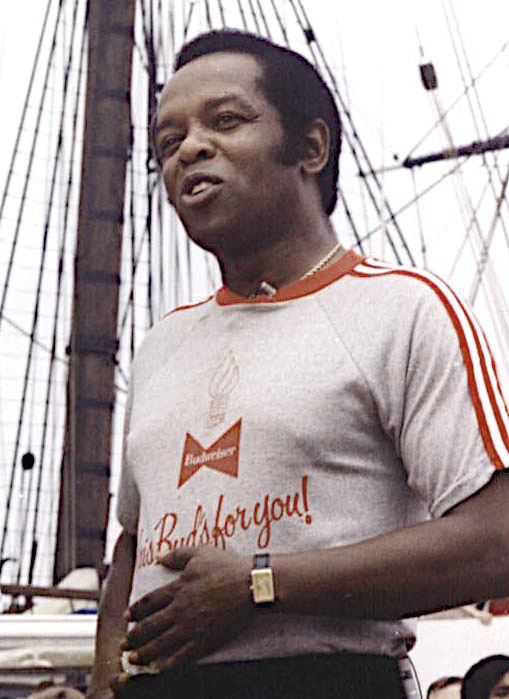
Lou Rawls, 1980

Louis Allen Rawls (* 1. Dezember 1933 in Chicago, Illinois; † 6. Januar 2006 in Los Angeles) war ein amerikanischer Sänger, der seit den frühen 1960er Jahren mit seiner charakteristischen, leicht rauchigen Stimme über Jahrzehnte hinweg Musikgeschichte schrieb. Zu seinen bekanntesten und erfolgreichsten Aufnahmen zählen stilistisch zwischen Jazz, Soul, Blues, Pop und Disco wechselnde Aufnahmen wie Love Is a Hurtin’ Thing (1966), Dead End Street (1967), Your Good Thing (Is About to End) (1969), A Natural Man (1971), You’ll Never Find Another Love Like Mine (1976) und Lady Love (1977), für die Rawls zahlreiche Auszeichnungen erhielt.

## Leben

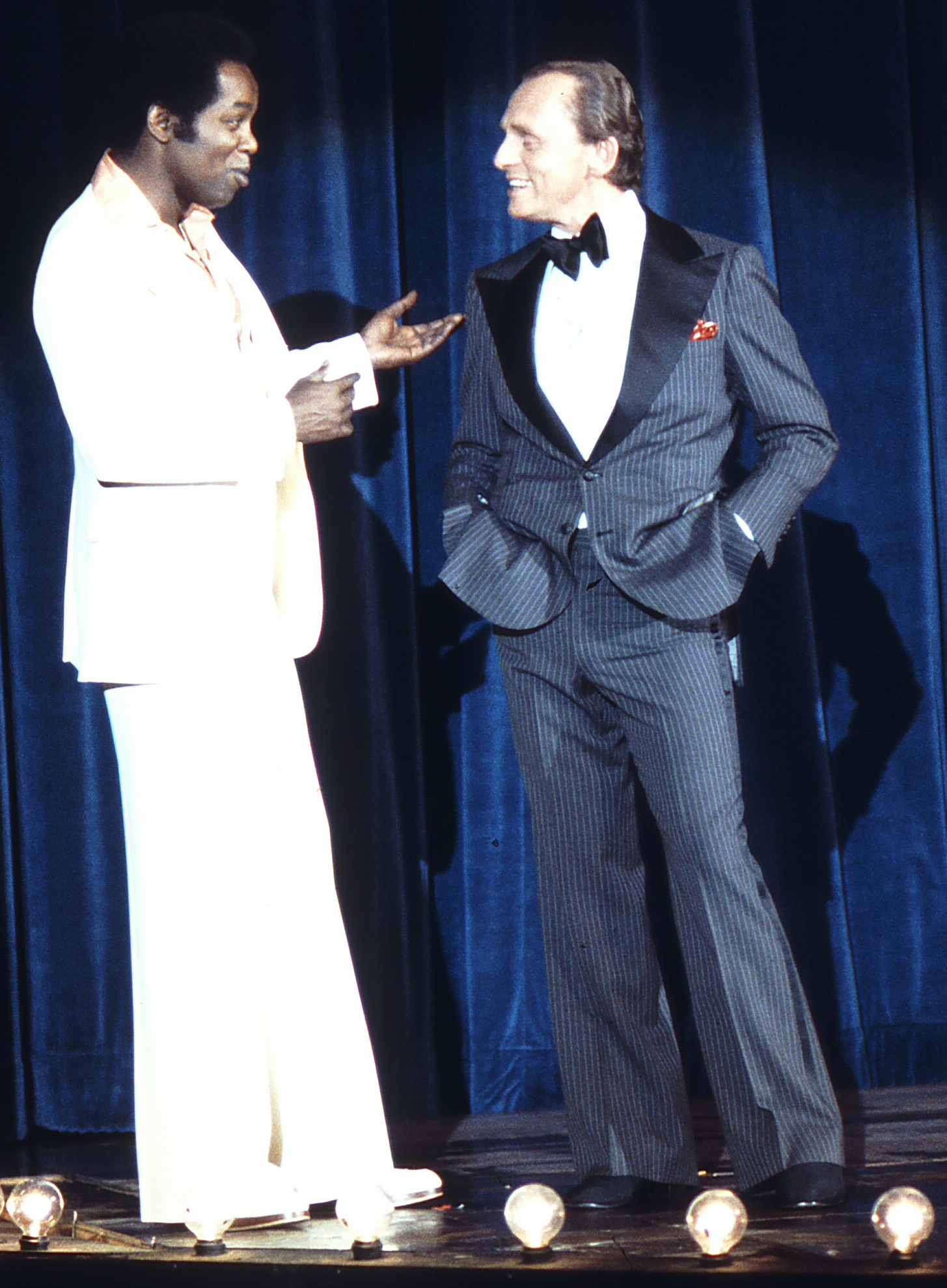
Rawls (links) mit Frank Gorshin, 1977

Als Mitglied einer Baptistengemeinde begann Rawls mit Gospelmusik. In den 1950er Jahren ging er nach Los Angeles und trat zunächst mit den „Chosen Gospel Singers“ auf, mit denen er auch seine erste Platte aufnahm. Dann folgten die „Pilgrim Travelers“, bevor er bei der 82nd Airborne Division (den sogenannten „All Americans“) der United States Army als Fallschirmjäger diente. Als Sergeant verließ er drei Jahre später die Army und ging zurück zu den „Travelers“.
Auf einer Tournee kam er bei einem schweren Verkehrsunfall fast ums Leben. Rawls wurde sehr schwer verletzt, auf dem Weg ins Krankenhaus sogar kurze Zeit für tot erklärt. Er fiel ins Koma, aus dem er nach fünf Tagen mit Gedächtnisverlust erwachte. Er brauchte ein ganzes Jahr, um sich zu erholen. Er betrachtete diese Erfahrung als einen Glücksfall, ein neues Leben, das ihm geschenkt wurde.
In den 1970er Jahren erlebte er eine steile Karriere und schuf viele Musikstücke, die zu Klassikern wurden und die ein besonderes Lebensgefühl ausdrückten. Sinatra sagte einmal über Lou und sich selbst, dass sie beide Saloon-Sänger wären, einfach nur Stimmen, die in der Lage wären, Herz und Seele zu erreichen. 1998 produzierte Rawls das Album Seasons 4 U.
Seine Stimme ist unverwechselbar. Sie wird auch beschrieben als „sweet as sugar, soft as velvet, strong as steel, smooth as butter“. In über 40 Jahren hat er unter anderem vier goldene und zwei Platin-Alben erreicht. Gemeinsam mit Sam Cooke begann er als Gospelsänger, dann folgte die Dick-Clark-Show beim Hollywood-Bowl von 1959, und sogar Auftritte mit den Beatles.
Lou Rawls beschrieb seine Musik folgendermaßen „… vom Blues über Jazz zum Soul und Pop“ habe er Musik gemacht, und das Publikum war begeistert, „also muss ich irgendetwas richtig gemacht haben“. Im Laufe der Jahre war seine charakteristische Stimme etwas, das sich nicht veränderte. Selbst wenn sich Stilrichtungen seiner Musik änderten, erkannte man ihn immer: „Vielleicht wissen sie nicht, was ich gerade mache, aber sie hören, dass ich es bin.“

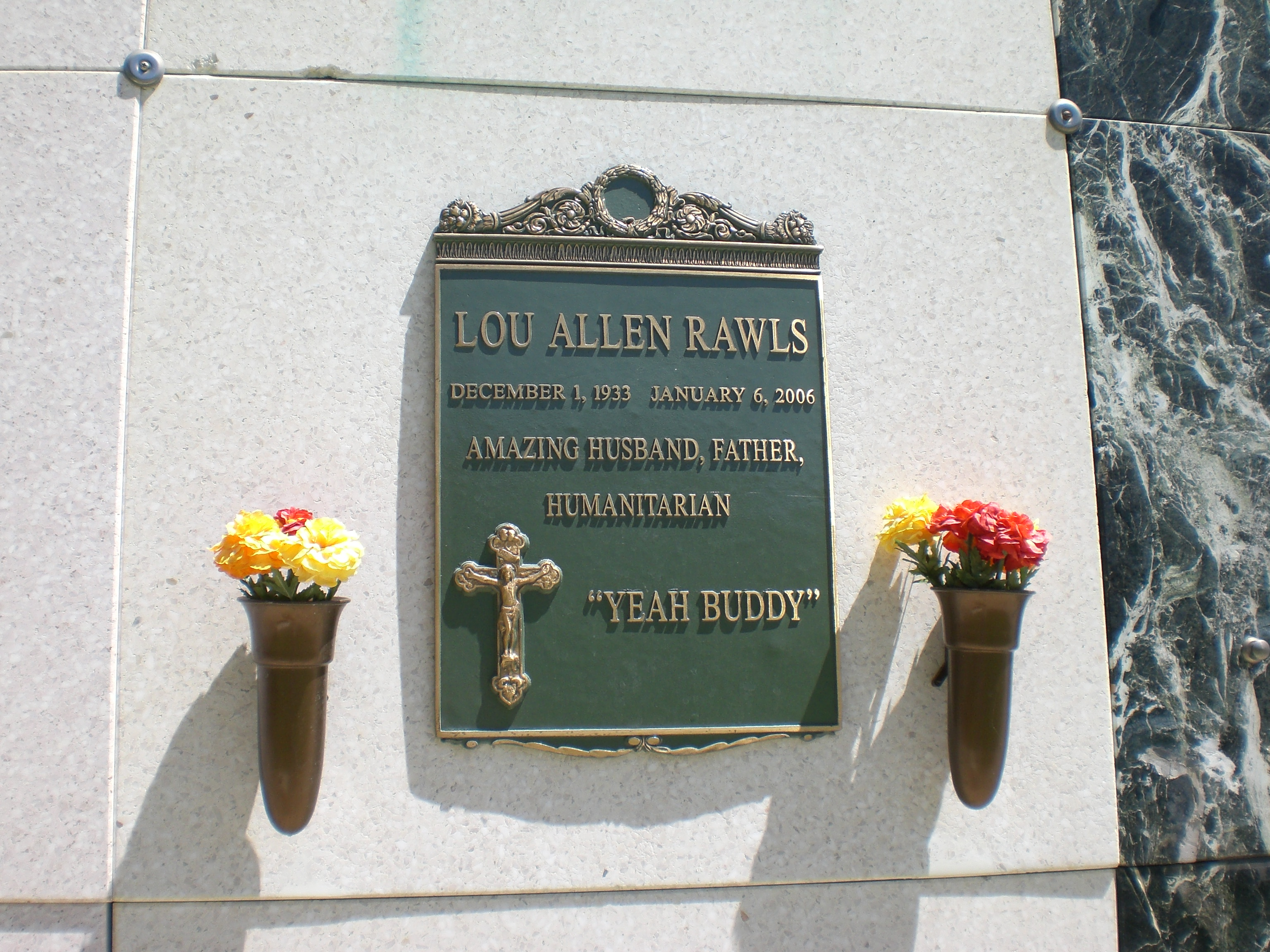
Grabstätte von Lou Rawls auf dem Forest Lawn Friedhof in Burbank

1981 spielte er in der ersten Folge der Fernsehserie Ein Colt für alle Fälle (Die Reise nach Arizona) einen Country-Sänger. Im Spielfilm Leaving Las Vegas (1995) von Mike Figgis ist er in einem Cameo-Auftritt als Taxifahrer zu sehen.
Von 1995 bis 1996 spielte er in der ersten Staffel der Fernsehserie BAYWATCH NIGHTS den Barbesitzer Lou Raymond. Außerdem steuerte er für das Staffel-Intro den Song "After The Sun Goes Down" bei, den er gemeinsam mit David Hasselhoff sang.

## GrammyAwards
- 1968 Bester männlicher Rhythm-and-Blues-Sologesang: Dead End Street.
- 1972 Bester männlicher Rhythm-and-Blues-Sologesang: A Natural Man.
- 1978 Bester männlicher Rhythm-and-Blues-Gesang: Unmistakably Lou.

## Diskografie
Studioalben

| Jahr | Titel Musiklabel Katalog-Nr.                                 | Höchstplatzierung, Gesamtwochen, AuszeichnungChartplatzierungen (Jahr, Titel, Musiklabel Katalog-Nr., Platzierungen, Wochen, Auszeichnungen, Anmerkungen) | Höchstplatzierung, Gesamtwochen, AuszeichnungChartplatzierungen (Jahr, Titel, Musiklabel Katalog-Nr., Platzierungen, Wochen, Auszeichnungen, Anmerkungen) | Höchstplatzierung, Gesamtwochen, AuszeichnungChartplatzierungen (Jahr, Titel, Musiklabel Katalog-Nr., Platzierungen, Wochen, Auszeichnungen, Anmerkungen) | Anmerkungen |
| Jahr | Titel Musiklabel Katalog-Nr.                                 | UK | US | R&B | Anmerkungen |
| ---- | ------------------------------------------------------------ | --- | --- | --- | --- |
| 1963 | Black and Blue Capitol 1824                                  | — | US130 (3 Wo.)US | — | Erstveröffentlichung: 1963 Produzent: Nick Venet                                                                                       |
| 1966 | Lou Rawls Soulin’ Capitol 2566                               | — | US7 Gold · (51 Wo.)US | R&B1 (44 Wo.)R&B | Erstveröffentlichung: August 1966 Produzent: David Axelrod                                                                             |
| 1967 | Lou Rawls Carryin’ On! Capitol 2632                          | — | US20 (31 Wo.)US | R&B2 (28 Wo.)R&B | Erstveröffentlichung: Januar 1967 Produzent: David Axelrod                                                                             |
| 1967 | Too Much! Capitol 2713                                       | — | US18 (22 Wo.)US | R&B2 (18 Wo.)R&B | Erstveröffentlichung: April 1967 Produzent: David Axelrod                                                                              |
| 1967 | That’s Lou Capitol 2756                                      | — | US29 (20 Wo.)US | R&B5 (11 Wo.)R&B | Erstveröffentlichung: August 1967 Produzent: David Axelrod                                                                             |
| 1968 | Feelin’ Good Capitol 2864                                    | — | US103 (22 Wo.)US | R&B10 (18 Wo.)R&B | Erstveröffentlichung: Februar 1968 Produzent: David Axelrod                                                                            |
| 1968 | You’re Good for Me Capitol 2927                              | — | US165 (6 Wo.)US | R&B23 (5 Wo.)R&B | Erstveröffentlichung: Juli 1968 Produzent: David Axelrod                                                                               |
| 1969 | The Way It Was – The Way It Is Capitol 215                   | — | US71 (23 Wo.)US | R&B6 (34 Wo.)R&B | Erstveröffentlichung: Mai 1969 Produzent: David Axelrod                                                                                |
| 1969 | Your Good Thing Capitol 325                                  | — | US200 (2 Wo.)US | R&B24 (9 Wo.)R&B | Erstveröffentlichung: November 1969 Produzent: David Axelrod                                                                           |
| 1970 | You’ve Made Me so Very Happy Capitol 427                     | — | US172 (3 Wo.)US | R&B47 (3 Wo.)R&B | Erstveröffentlichung: März 1970 Produzent: David Axelrod                                                                               |
| 1971 | Natural Man MGM 4771                                         | — | US68 (24 Wo.)US | R&B27 (19 Wo.)R&B | Erstveröffentlichung: August 1971 Produzent: Michael Lloyd                                                                             |
| 1972 | Silk & Soul MGM 4809 (2)                                     | — | US186 (4 Wo.)US | R&B32 (4 Wo.)R&B | Erstveröffentlichung: Februar 1972 Produzent: Michael Lloyd                                                                            |
| 1975 | She’s Gone Bell 1318                                         | — | — | R&B52 (5 Wo.)R&B | Erstveröffentlichung: Januar 1975 Produzent: Norman Ratner                                                                             |
| 1976 | All Things in Time Philadelphia I. 33957                     | — | US7 Platin · (35 Wo.)US | R&B1 (28 Wo.)R&B | Erstveröffentlichung: Mai 1976 Produzenten: Kenny Gamble, Leon Huff                                                                    |
| 1976 | Naturally Polydor 6086                                       | — | — | R&B56 (3 Wo.)R&B | Erstveröffentlichung: November 1976 Produzent: Michael Lloyd                                                                           |
| 1977 | Unmistakably Lou Philadelphia I. 34488                       | — | US41 Platin · (29 Wo.)US | R&B14 (21 Wo.)R&B | Erstveröffentlichung: April 1977 Grammy (R&B Male Vocal) Produzenten: Bobby Martin, Dexter Wansel, Kenny Gamble, Leon Huff, Jack Faith |
| 1977 | When You Hear Lou, You’ve Heard It All Philadelphia I. 35036 | — | US41 Platin · (34 Wo.)US | R&B13 (31 Wo.)R&B | Erstveröffentlichung: November 1977 Autoren: Jack Faith, Bobby Martin, Kenny Gamble, Leon Huff, Phil Terry                             |
| 1979 | Let Me Be Good to You Philadelphia I. 36006                  | — | US49 (15 Wo.)US | R&B13 (18 Wo.)R&B | Erstveröffentlichung: Mai 1979 Produzenten: Kenny Gamble, Leon Huff, Dexter Wansel, John R. Faith, Thom Bell                           |
| 1980 | Sit Down and Talk to Me Philadelphia I. 36304                | — | US81 (18 Wo.)US | R&B19 (25 Wo.)R&B | Erstveröffentlichung: Dezember 1979 Produzenten: Kenny Gamble, Leon Huff, Thom Bell, Gene McFadden, John Whitehead, Dexter Wansel      |
| 1981 | Shades of Blue Philadelphia I. 36774                         | — | US110 (6 Wo.)US | R&B34 (11 Wo.)R&B | Erstveröffentlichung: Dezember 1980 Produzent: Joel Dorn                                                                               |
| 1982 | Now Is the Time Epic 37488                                   | — | — | R&B45 (9 Wo.)R&B | Erstveröffentlichung: August 1982 Produzenten: James Mtume, Reggie Lucas, Thom Bell                                                    |
| 1983 | When the Night Comes Epic 38553                              | — | US163 (4 Wo.)US | — | Erstveröffentlichung: Mai 1983 Produzent: Ron Haffkine                                                                                 |
| 1988 | Family Reunion Gamble & Huff 100                             | — | — | R&B73 (1 Wo.)R&B | Erstveröffentlichung: Januar 1988 Produzenten: Kenny Gamble, Leon Huff                                                                 |
| 1989 | At Last Blue Note 91937                                      | — | — | R&B96 (4 Wo.)R&B | Erstveröffentlichung: Oktober 1989 Produzenten: Billy Vera, Michael Cuscuna                                                            |
| 1990 | It’s Supposed to Be Fun Blue Note 93841                      | — | — | R&B92 (6 Wo.)R&B | Erstveröffentlichung: November 1990 Produzenten: Billy Vera, Michael Cuscuna, Narada Michael Walden                                    |
| 1993 | Portrait of the Blues Capitol 2214                           | — | — | — | Erstveröffentlichung: März 1993 Produzenten: Billy Vera, Michael Cuscuna                                                               |
| 1993 | Christmas Is the Time Manhattan CDP 0777 7 89552 2 1         | — | — | — | Erstveröffentlichung: November 1993 Produzent: Michael Lloyd                                                                           |
| 2003 | Rawls Sings Sinatra Savoy Jazz 17284                         | — | — | — | Erstveröffentlichung: September 2003 Produzent: Billy Vera                                                                             |
| 2006 | Lou Rawls Christmas Time Life Music 19257                    | — | — | R&B70 (3 Wo.)R&B | Erstveröffentlichung: Dezember 2006 Produzent: Tor Hyams                                                                               |

grau schraffiert: keine Chartdaten aus diesem Jahr verfügbar

## Filmografie
- 1995: Leaving Las Vegas (Cameo-Auftritt)
- 1995–1996: Baywatch Nights